# Lago di Bolsena, Isole Bisentina e Martana
Lago di Bolsena, Isole Bisentina e Martana este o arie protejată (arie de protecție specială avifaunistică — SPA) din Italia întinsă pe o suprafață de 11.501 ha, integral pe uscat.

## Localizare
Centrul sitului Lago di Bolsena, Isole Bisentina e Martana este situat la coordonatele 42°35′38″N 11°55′41″E / 42.593793°N 11.928148°E.

## Înființare
Situl Lago di Bolsena, Isole Bisentina e Martana a fost declarat arie de protecție specială avifaunistică în octombrie 1999 pentru a proteja 16 specii de animale.

## Biodiversitate
Situată în ecoregiunea mediteraneană, aria protejată conține 4 habitate naturale: Lacuri eutrofice naturale cu vegetație de tip Magnopotamion sau Hydrocharition, Pseudostepă cu ierburi și specii anuale de Thero-Brachypodietea, Păduri de Quercus ilex și Quercus rotundifolia, Ape puternic oligomezotrofe cu vegetație bentonică cu Chara spp..
La baza desemnării sitului se află mai multe specii protejate:
- păsări (12): pescăruș albastru (Alcedo atthis), egretă mare (Ardea alba), rață roșie (Aythya nyroca), caprimulg (Caprimulgus europaeus), chirighiță neagră (Chlidonias niger), erete vânăt (Circus cyaneus), egretă mică (Egretta garzetta), șoim călător (Falco peregrinus), cufundar polar (Gavia arctica), stârc pitic (Ixobrychus minutus), gaia neagră (Milvus migrans), Phalacrocorax carbo sinensis
- amfibieni (1): Triturus carnifex
- pești (2): Cobitis bilineata, Rutilus rubilio
- reptile (1): țestoasa de baltă (Emys orbicularis)

Pe lângă speciile protejate, pe teritoriul sitului au mai fost identificate 5 specii de plante, 2 specii de pești.